# Локпорт Хајтс (Луизијана)
Локпорт Хајтс (енгл. Lockport Heights) насељено је место без административног статуса у америчкој савезној држави Луизијана.

## Демографија
По попису из 2010. године број становника је 1.286.
| Група             | 2000.    | 2010.         |
| Белци             | 0 (0,0%) | 1.207 (93,9%) |
| Афроамериканци    | 0 (0,0%) | 18 (1,4%)     |
| Азијати           | 0 (0,0%) | 2 (0,2%)      |
| Хиспаноамериканци | 0 (0,0%) | 16 (1,2%)     |
| Укупно            | 0        | 1.286         |